# Käthe-Kollwitz-Schule Berufskolleg der Städteregion Aachen
Die Käthe-Kollwitz-Schule Berufskolleg der Städteregion Aachen, auch kurz KKS, ist ein Berufskolleg in der Stadt Aachen. Es hat aktuell (2024) 2080 Schülerinnen und Schüler und befindet sich in der Trägerschaft der Städteregion Aachen.

## Geschichte
Gegründet wurde sie als Haushaltungsschule für Mädchen.
Ab 1952 folgte der Umzug nach Burtscheid in das heutige Gebäude in der Bayernallee.
Nach dem Zweiten Weltkrieg nahm die Schule als Bildungsanstalt für Frauenberufe an zwei Standorten wieder den Lehrbetrieb auf. Seit 1988 ist die Schule nach Käthe Kollwitz benannt.

## Leitung
Schulleiterin von 2014 bis 2023 war Monika Büth-Niehr. Seit 2023 leitet Katja Blöcker-Peters die Schule.

## Auszeichnungen
- Die Schule ist seit 27. Januar 2023 zertifiziert als Schule ohne Rassismus – Schule mit Courage.[4]

## Bekannte Schüler
- Annika Fohn (* 1987), Politikerin (CDU)